# Kristian Prestrud

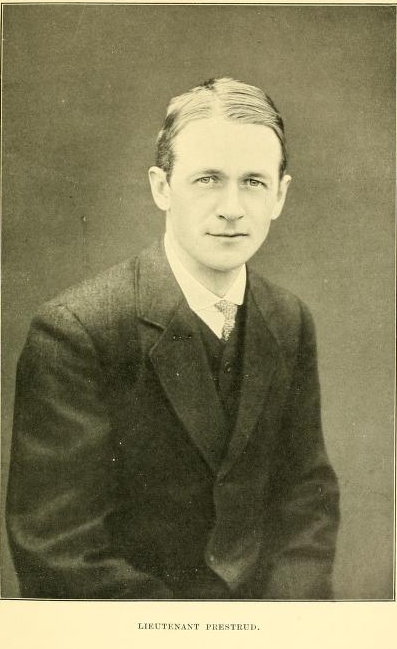
Kristian Prestrud.

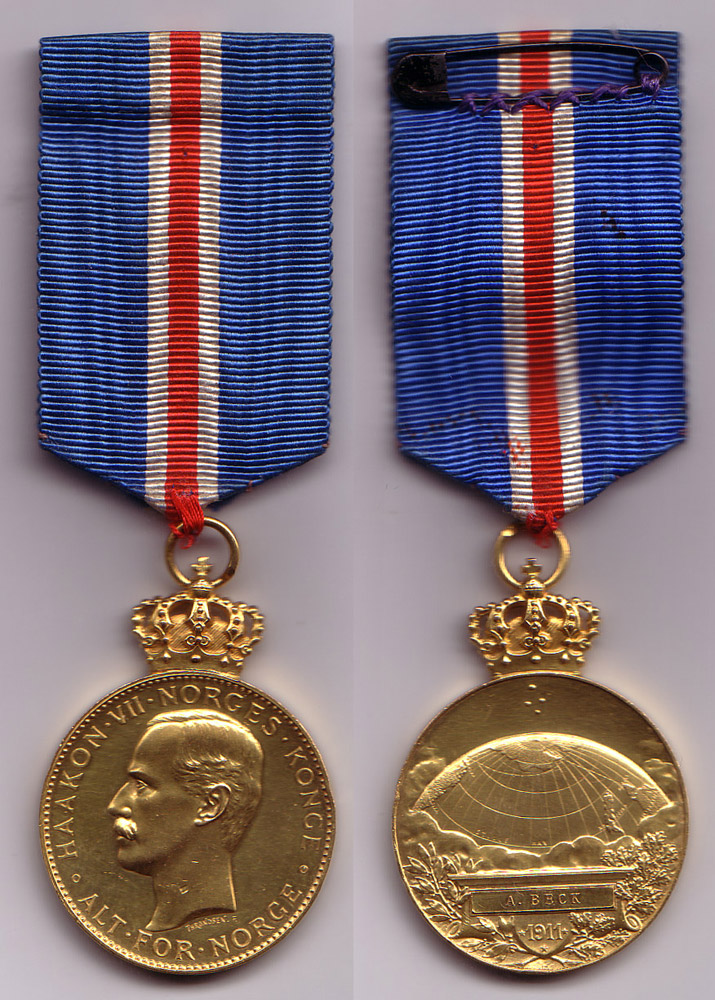
Medalla del Polo Sur.

Kristian Prestrud (22 de octubre de 1881 – 11 de noviembre de 1927) fue un oficial naval y explorador polar noruego que participó en la expedición de Amundsen al polo sur entre 1910 y 1912. Prestrud fue primer oficial del Fram y lideró el equipo de trineos del este a los nunataks Scott.

## Biografía
Kristian Prestrud nació en la parroquia de Grue (Hedmark, Noruega) y fue bautizado en la iglesia de Grue en enero de 1882. Su padre trabajaba de gerente de una destilería en Løten. Kristian Prestrud se fue al mar en 1896. Ingresó en la Academia Naval de Karljohansvern en Horten en 1898. Ascendió a teniente segundo en 1902 y a teniente primero en 1905. Tras dejar la Academia, se unió a la flota mercante.

### Expedición de Amundsen al polo sur
Roald Amundsen mantuvo en reserva sus verdaderas intenciones en cuanto a las expediciones con el Fram; solamente tenían conocimiento sobre ello su hermano y el comandante de la nave, el teniente Thorvald Nilsen. Solo se les confió esta información a Prestrud y a otro tripulante, Hjalmar Fredrik Gjertsen (1885-1958), en la víspera de la salida del Fram de Noruega, mientras que el resto de la tripulación no supo de ello hasta el paso del Fram por Madeira. Durante la estancia invernal en Framheim, ya en la Antártida, Prestrud, asistido por Hjalmar Johansen, realizó observaciones científicas.

Prestrud fue asignado al grupo original de ocho hombres que intentó sin éxito llegar al polo el 8 de septiembre de 1911. Aunque las temperaturas extremas los obligaron a retirarse, optaron por ir al depósito a 80°, descargar los trineos y apresurarse a volver a Framheim. La vuelta se hizo de forma desordenada, en grupúsculos dispersos, y los dos últimos hombres llegaron más de seis horas después de los demás. Johansen y Prestrud se toparon con Framheim totalmente exhaustos, habiendo encontrado el campamento en la niebla y la oscuridad a fuerza de seguir los ladridos de los perros. Es probable que Prestrud hubiera muerto congelado de no ser porque Johansen cuidó de él y lo llevó a terreno seguro.
A la mañana siguiente, Johansen, que ya tenía experiencia desde su expedición ártica con Fridtjof Nansen, criticó a Amundsen con una dureza insólita. Amundsen, entonces, reorganizó el equipo de expedición polar reduciendo su número. Johansen, Prestrud y Stubberud fueron separados del grupo y encargados de explorar la Península de Eduardo VII. Para mayor deshonra para Johansen, Amundsen puso al menos experimentado Prestrud al frente. El 3 de diciembre de 1911, el grupo de Prestrud plantó un montículo en los nunataks Scott, en las montañas Alexandra (77°11′S 154°32′O / -77.183, -154.533). Este montículo está considerado un sitio histórico de la Antártida.

## Condecoraciones
Por su participación en la expedición, Kristian Prestrud recibió la Medalla del Polo Sur (Sydpolsmedaljen), una condecoración noruega instituida por el rey Haakon VII en 1912 para reconocer a los participantes de la expedición de Roald Amundsen al polo sur. En 1926, Prestrud fue nombrado asistente de puerto de Kristiansand, pero murió al año siguiente en Kristiansand.
El nombre de Prestrud es recordado en los siguientes puntos geográficos:
- Monte Prestrud
- Ensenada de Prestrud[cita requerida]
- Banco de Prestrud[cita requerida]